# NGC 6407
NGC 6407 ist eine linsenförmige Galaxie vom Hubble-Typ S0 im Sternbild Pfau und etwa 202 Millionen Lichtjahre von der Milchstraße entfernt.
Sie wurde am 7. August 1834 von John Herschel mit einem 18-Zoll-Spiegelteleskop entdeckt, der dabei „eF, S, R, lbM, 15 arcseconds, near three stars“ notierte.

## NGC 6407-Gruppe (LGG 411)
| Galaxie   | Alternativname | Entfernung/Mio. Lj |
| --------- | -------------- | ------------------ |
| PGC 60412 | ESO 139-1      | 190                |
| NGC 6407  | PGC 60796      | 202                |
| PGC 60510 | ESO 139-5      | 207                |
| PGC 60527 | ESO 139-8      | 183                |
| PGC 61027 | ESO 139-37     | 195                |